# ¡Cómo está el servicio!
¡Cómo está el servicio! es una película española dirigida por Mariano Ozores en 1968, basada en la obra homónima del dramaturgo Alfonso Paso.

## Argumento
Vicenta Berruguillo (Gracita Morales) es una joven de pueblo que llega a Madrid con la intención de ganarse la vida como sirvienta en casas decentes. Su primo Manolo (José Luis López Vázquez) se ocupa de ella, al tiempo que se dedica a timar a jóvenes incautas a las que embauca con promesa de matrimonio. Pasan las semanas y Vicenta no consigue encontrar una casa en la que sentirse cómoda: pasa de servir a Engracia 'La Cajetilla' (Mary Begoña), una prostituta casada con un militar americano que sirve en la base de Torrejón de Ardoz, a la estrafalaria mansión de Doña Ernestina (Irene Gutiérrez Caba), que imagina presente al marido que la abandonó treinta años atrás. Hasta que por fin encuentra el amor en brazos del tímido Dr. Cifuentes (José Sacristán).
- Datos: Q6172083